# IC 3331
IC 3331 ist eine spiralförmige Zwerggalaxie vom Hubble-Typ Sa im Sternbild Jungfrau auf der Ekliptik. Sie ist schätzungsweise 51 Millionen Lichtjahre von der Milchstraße entfernt und hat einen Durchmesser von etwa 10.000 Lichtjahren. Die Galaxie ist unter der Katalognummer VCC 870 als Mitglied des Virgo-Galaxienhaufens gelistet.

Im selben Himmelsareal befinden sich u. a. die Galaxien NGC 4371, IC 3305, IC 3356, IC 3358.
Das Objekt wurde am 12. September 1900 vom deutschen Astronomen Arnold Schwassmann entdeckt.